# Ligamentul talofibular posterior

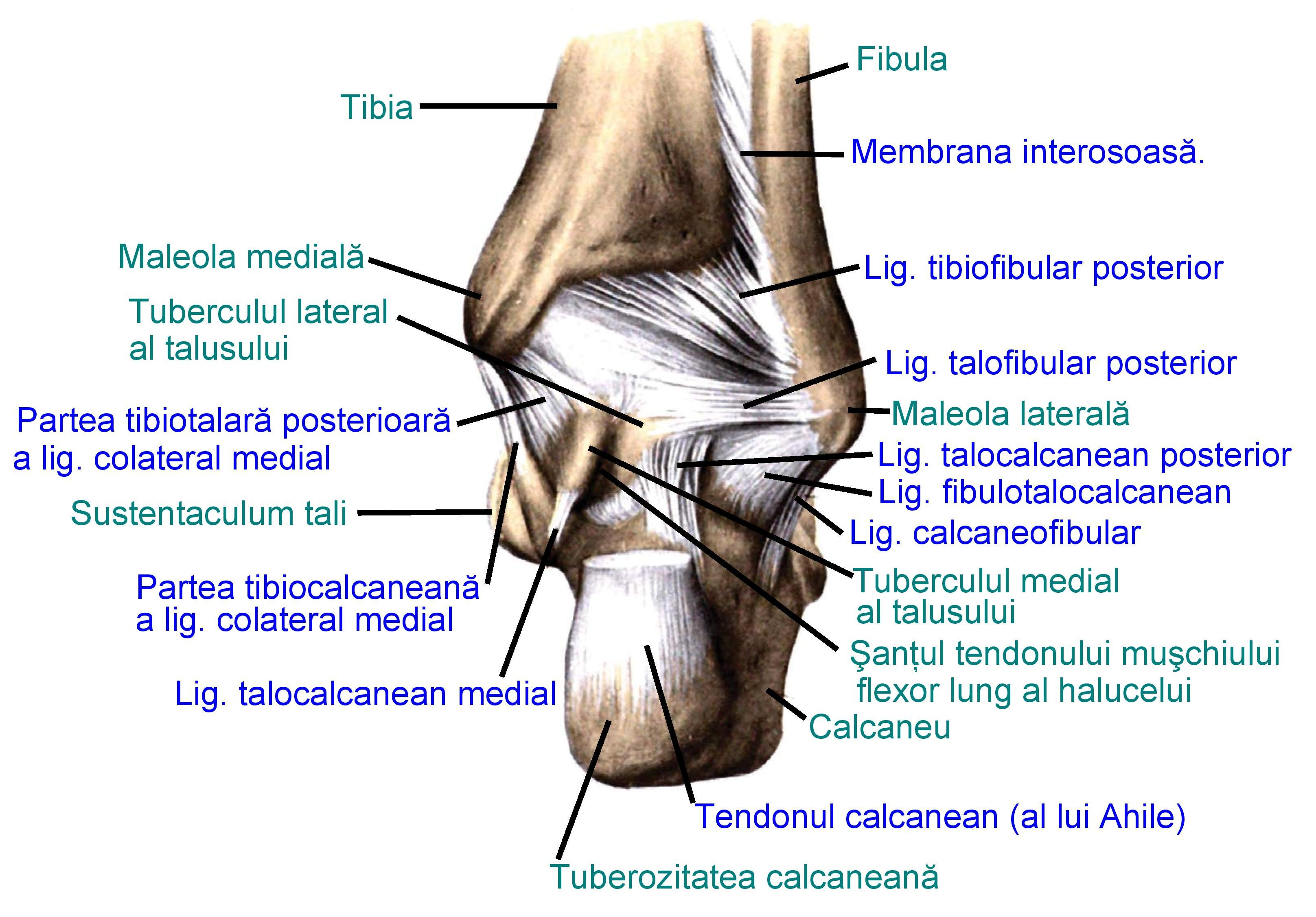
Ligamentele articulaţiilor piciorului drept, văzute posterior (după Sobotta's Atlas and Text-book of Human Anatomy 1909)

Ligamentul talofibular posterior (Ligamentum talofibulare posterius) este fasciculul posterior al ligamentului colateral lateral al articulației talocrurale (Ligamentum collaterale laterale articulationis talocruralis) situat pe fața posterioară a acestei articulației. El se inseră pe fosa maleolei laterale (Fossa malleoli lateralis) a fibulei; de la acest nivel se îndreaptă orizontal înapoi și medial, terminându-se pe partea superioară a tuberculului lateral al procesului posterior al talusului (Tuberculum laterale processus posterioris tali) extinzându-se în sus spre șanțul aflat între procesul posterior al talusului (Processus posterior tali) și marginea posterioară a trohleei talusului (Trochlea tali). Acest ligament este situat profund, fiind acoperit de tendoanele mușchilor peronieri și pare îngropat în grosimea capsulei articulației talocrurale.